# Olav Bjaaland
Olav Bjaaland (5 de marzo de 1873-8 de junio de 1961) fue un campeón de esquí y expedicionario polar de Noruega nativo de  Telemark. En 1911, fue uno de los primeros cinco hombres en llegar al polo sur formando parte de la expedición liderada por Roald Amundsen.

## Biografía
Olav Bjaaland nació en Morgedal, Telemark, Noruega. Al comienzo del siglo Bjaaland, junto con los hermanos Hemmestveit estaba entre los mejores esquiadores de Noruega. En 1902, ganó la combinada nórdica en el Holmenkollen Ski Festival, el cual aún hoy a principios del siglo XXI sigue siendo el evento clásico de esquí nórdico. En 1909 Bjaaland, junto con otros cinco competidores fue invitado a Francia a competir con los mejores esquiadores de Europa.
En este viaje, Bjaaland conoce de casualidad a Roald Amundsen; quien ya era un exitoso explorador, Amundsen invita a Bjaalan como experto esquiador a formar parte de la nueva expedición. Bjaaland estaba eufórico, y aún pensando que se dirigían al polo Norte, partieron de Oslo, Noruega el 7 de junio de 1910. Al enterarse de que en realidad se estaban dirigiendo al sur en una carrera por llegar al polo contra Robert Falcon Scott, Bjaaland gritó: "¡Hurra, eso significa que nosotros llegaremos allí primero!".
Bjaaland era un carpintero hábil, y en el viaje logró reducir el peso de los trineos prefabricados comprados en Oslo (Scott había comprado el mismo tipo de trineos para su expedición, si bien nunca los modificó), luego de las modificaciones pasaron de pesar 88 kg a 22 kg, sin reducir su resistencia de manera apreciable. En el viaje en trineo desde la bahía de las Ballenas hasta el polo y de regreso, a menudo Bjaaland se desplazaba adelante de forma que los perros tuvieran un objetivo que perseguir. Era famoso por su técnica depurada de esquí. Al regreso de la conquista del polo, Amundsen lo invitó a Bjaaland para que lo acompañara al norte para explorar el paso del noreste en el Ártico, pero Bjaaland declinó aceptar el ofrecimiento. Posteriormente regresó a Telemark y fundó un taller de fabricación de esquíes con fondos que le prestó Amundsen.
En 1961, Bjaaland falleció a los 88 años. De los cinco integrantes de la expedición de Amundsen, fue el más longevo y el único que vivió los avances que supuso el Año Geofísico Internacional en la Antártida, incluyendo la construcción de la base permanente Amundsen-Scott en el Polo Sur.

## Homenajes y reconocimientos

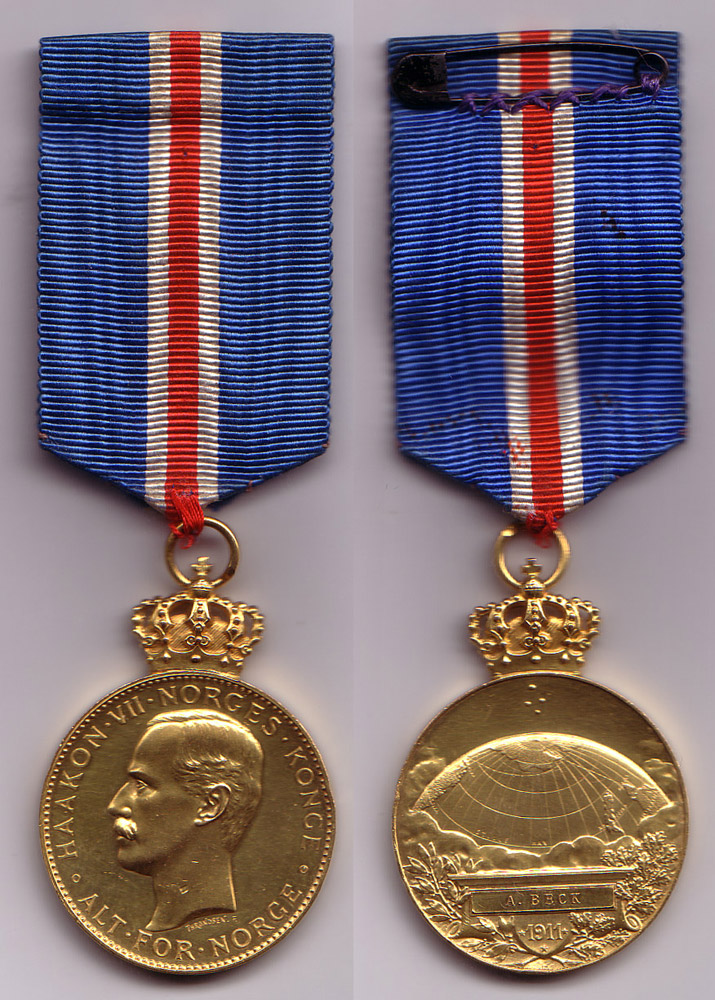
Medalla del Polo Sur.

En 1912, Bjaaland fue galardonado con la Medalla del Polo Sur, una distinción real noruega creada por el Rey Haakon VII en 1912 para premiar a los participantes de la expedición de Roald Amundsen al Polo Sur.
También en 1912, fue condecorado con la medalla Holmenkollen, una de las medallas más destacadas que puede ganar un esquiador.
En 1952, en Morgedal, Bjaaland encendió la antorcha de los Juegos Olímpicos de Invierno de Oslo 1952.